# Jeanne-Paule Visnelda
Jeanne-Paule Visnelda (née Honorine, 29 juin 1922-15 août 1991) était une guérisseuse réunionnaise.

## Biographie
À 18 ans, orpheline de mère, elle prend la charge de ses cinq frères et sœurs. Elle réussit à poursuivre une formation de sténodactylo, qui lui permet de devenir agent communal à Saint-Louis, puis à L'Étang-Salé, commune où son père avait créé une saline. D'études en examens, elle monte les échelons de la hiérarchie et devint la première femme secrétaire général de mairie à La Réunion, jusqu'à sa retraite en 1984. 
En 1962, elle a ce qu'elle appelle « sa révélation » : malade, elle entend une voix qui lui enjoint de se guérir seule, avec des plantes, puis de guérir les autres. Ainsi, pendant presque trente ans, elle reçoit plus de 5000 malades, gratuitement, les soignant par des tisanes, l'imposition des mains et des prières. Sans pouvoir être qualifiée d'exorciste comme le père Dijoux, exorciste désigné par l’Évêché, elle use toutefois du crucifix et de l'eau bénite. 
À sa mort, plusieurs milliers de personnes l'accompagnent au cimetière d'Étang-Salé.  